# Callixena saalmuelleri
Callixena saalmuelleri är en fjärilsart som beskrevs av Emilio Berio 1966. Callixena saalmuelleri ingår i släktet Callixena och familjen nattflyn. Inga underarter finns listade i Catalogue of Life.